# Wilhelm Ackermann (Mathematiker)

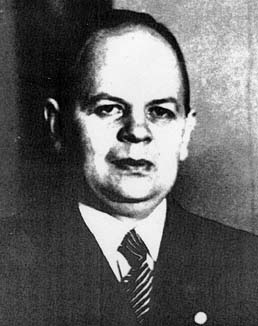
Wilhelm Ackermann (ca. 1935)

Wilhelm Friedrich Ackermann (* 29. März 1896 in Schönebecke (Herscheid); † 24. Dezember 1962 in Lüdenscheid) war ein deutscher Mathematiker.

## Leben
Ackermann studierte 1914–1924 mit Unterbrechungen durch Teilnahme am Ersten Weltkrieg Mathematik, Physik und Philosophie an der Universität Göttingen. Er war ein Schüler David Hilberts in Göttingen und wurde berühmt durch die nach ihm benannte Ackermann-Funktion, ein Beispiel für eine rekursive Funktion, die nicht primitiv-rekursiv ist.
1924 wurde er bei Hilbert mit der Arbeit Begründung des „tertium non datur“ mittels der Hilbertschen Theorie der Widerspruchsfreiheit promoviert. Danach erhielt er für drei Jahre ein Forschungsstipendium, das ihm einen Aufenthalt in Cambridge ermöglichte.
1925 entdeckte er die nach ihm benannte Ackermannfunktion, die heute für die theoretische Informatik wichtig ist.
In Göttingen schloss er 1928 den Vorbereitungsdienst für das Lehramt an höheren Schulen ab. Danach war er zunächst ein Jahr an der damaligen Konrad-Schlaun-Oberrealschule in Münster tätig. Von 1929 bis 1948 unterrichtete er am Gymnasium Arnoldinum in Burgsteinfurt, 1935 wurde er dort zum Studienrat befördert. Zum 1. Mai 1933 trat er der NSDAP bei (Mitgliedsnummer 2.167.324) und war Mitglied im NSLB und der NSV. Er verfasste zudem (im Auftrag) im Juli 1933 Berichte über die politische Zuverlässigkeit seiner Kollegen, darunter einen, der einen nicht linientreuen Lehrer betraf. Später sagte dieser Lehrer zu Ackermanns Gunsten aus und erklärte, dass Ackermann den Bericht entschärft habe, um ihn zu schützen. 1948 kehrte er in seine Heimatstadt Lüdenscheid zurück, wo er bis 1961 am Geschwister-Scholl-Gymnasium unterrichtete. 1957 wurde er dort zum Fachoberstudienrat für Mathematik befördert.
Er war korrespondierendes Mitglied der Akademie der Wissenschaften zu Göttingen und Honorarprofessor an der Westfälischen Wilhelms-Universität Münster. Ackermann war 1962 einer der sieben Gründungsmitglieder der Deutschen Vereinigung für Mathematische Logik und für Grundlagen der Exakten Wissenschaften (DVMLG).
Gemeinsam mit David Hilbert verfasste er 1928 das Buch Grundzüge der theoretischen Logik. Angesichts des damals schon fortgeschrittenen Alters von Hilbert war er dessen Hauptautor. Außerdem wurde er durch Arbeiten zum Entscheidungsproblem der Prädikatenlogik, zur Widerspruchsfreiheit der elementaren Zahlentheorie und zur Mengenlehre bekannt. Insbesondere schuf er 1955 die Ackermann-Mengenlehre.
Er starb unerwartet im Alter von 66 Jahren am 24. Dezember 1962. Noch drei Tage zuvor hielt er an der Westfälischen Wilhelms-Universität Münster eine Vorlesung über mathematische Grundlagenforschung. In Münster hielt er an dem von Hans Hermes geleiteten Lehrstuhl regelmäßig Vorlesungen über mathematische Logik und Grundlagen der Mathematik.
Eine Antwort auf die Frage, warum Ackermann nicht die Universitätslaufbahn eingeschlagen hat, gibt Constance Reid:

“Hilbert was very opposed to marriage for young scientists anyway. […] Later, when Wilhelm Ackermann, with whom he had worked and collaborated on a book, married, Hilbert was very angry. He refused to do anything more to further Ackermann’s career.”

Mündlich ist hierzu von Hilbert die Aussage überliefert:

„Oh, das ist wunderbar. Das sind gute Neuigkeiten für mich. Denn wenn dieser Mann so verrückt ist, daß er heiratet und sogar ein Kind hat, bin ich von jeder Verpflichtung befreit, etwas für ihn tun zu müssen.“

Ackermann unterrichtete im Sommerhalbjahr 1929 am Arnoldinum 26 Wochenstunden und war dort zeitweise sogar der einzige Mathematiklehrer. Im Nachruf des Arnoldinums heißt es:

„Oberstudienrat Dr. Ackermann war aber nicht nur ein allseits geschätzter und beliebter Lehrer, sondern auch ein weltbekannter Wissenschaftler.“

Während seiner Studienzeit in Göttingen lernte er Fritz Lettenmeyer (1891–1953) kennen, der 1920–1922 mit Unterbrechungen für vier Semester in Göttingen weitere Studien betrieb. Der passionierte Alpinist Lettenmeyer machte zusammen mit Ackermann die Gratüberschreitung Huderbankspitze–Kaiserkopf–Hochglück mit Übernachtung in der Lamsenjochhütte.

## Schriften
- mit David Hilbert: Grundzüge der Theoretischen Logik. Grundlehren der mathematischen Wissenschaften 27, Springer 1928
- Die Widerspruchsfreiheit des Auswahlaxioms, 1924, Nachrichten von der Gesellschaft der Wissenschaften zu Göttingen, Volume 1924, S. 246–250.
- Begründung des „tertium non datur“ mittels der Hilbertschen Theorie der Widerspruchsfreiheit, 1925, Mathematische Annalen, Volume 93, S. 1–36.
- Zum Hilbertschen Aufbau der reellen Zahlen, 1928, Mathematische Annalen, Volume 99, S. 118–133.
- Über die Erfüllbarkeit gewisser Zählausdrücke, 1928, Mathematische Annalen, Band 100, S. 638–649.
- Untersuchungen über das Eliminationsproblem der mathematischen Logik, 1935, Mathematische Annalen, Volume 110, S. 390–413.
- Zum Eliminationsproblem der mathematischen Logik, 1935, Mathematische Annalen, Volume 111, S. 61–63.
- Beiträge zum Entscheidungsproblem der mathematischen Logik, 1936, Mathematische Annalen, Volume 112, S. 419–432.
- Die Widerspruchsfreiheit der allgemeinen Mengenlehre, 1936, Mathematische Annalen, Volume 114 (1937), S. 305–315.
- Mengentheoretische Begründung der Logik, 1938, Mathematische Annalen, Volume 115, S. 1–22.
- Zur Widerspruchsfreiheit der Zahlentheorie, 1940/1941, Mathematische Annalen, Volume 117, S. 162–194.
- Ein System der typenfreien Logik. Band I, Leipzig 1941.
- Konstruktiver Aufbau eines Abschnitts der zweiten Cantorschen Zahlenklasse, 1951, Mathematische Zeitschrift, Band 53, Heft 5, S. 403–413.
- Zur Axiomatik der Mengenlehre, 1955, Mathematische Annalen, Volume 131 (1956), S. 336–345.
- Widerspruchsfreier Aufbau einer typenfreien Logik., 1951/52, Mathematische Zeitschrift, Band 55, S. 364–384.
- Widerspruchsfreier Aufbau einer typenfreien Logik. II., 1953, Mathematische Zeitschrift, Band 57, S. 155–166.
- Philosophische Bemerkungen zur mathematischen Logik und zur mathematischen Grundlagenforschung. In: Ratio. Band 1, 1957.
- Ein typenfreies System der Logik mit ausreichender mathematischer Anwendungsfähigkeit I., 1958, Archiv für mathematische Logik und Grundlagenforschung, Band 4, S. 3–26.
- Ein typenfreies System der Logik mit ausreichender mathematischer Anwendungsfähigkeit II., 1960/61, Archiv für mathematische Logik und Grundlagenforschung, Band 5, S. 96–111.